# کفر سبت
کفر سبت (به لاتین: Kafr Sabt) یک بخش (تقسیم کشوری) در قیمومت بریتانیا بر فلسطین است که در طبریه واقع شده‌است. کفر سبت ۴۸۰ نفر جمعیت دارد.